# Fiera di Nižnij Novgorod
La fiera di Nižnij Novgorod è una zona storica in cui si trovava la più grande fiera dell'Impero russo. Il principale centro espositivo di Nižnij Novgorod, Russia. Nel palazzo principale della fiera c'è un'esposizione "La Russia è la mia storia". Si trova nella città bassa.

## Impero russo

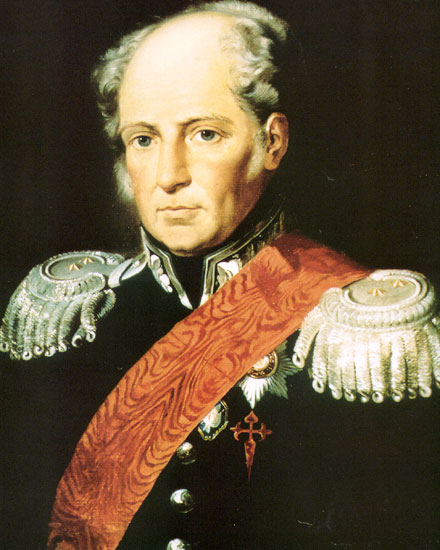
Agustín de Betancourt. L'architetto della fiera.

La parte centrale della fiera è stata la corte per gli ospiti progettata da Agustin Betancourt, composta da 60 edifici con 2530 negozi. L'edificio principale nello spirito del classicismo e degli edifici amministrativi laterali formava quindi la piazza principale centrale.
Particolare attenzione è stata attirata dall'esclusivo ponte scout (galleggiante) sul fiume Oka. Era il ponte galleggiante più lungo dell'Impero russo - 510 metri di lunghezza.
Allo stesso tempo fu costruita la Cattedrale della Trasfigurazione (la vecchia cattedrale della fiera), uno dei pochi edifici sopravvissuti fino al XXI secolo. La costruzione della cattedrale fu iniziata il 20 agosto 1818 dall'architetto Auguste de Montferrand (che allo stesso tempo progettò la Cattedrale di Sant'Isacco). La consacrazione della cattedrale fu fatta il 25 luglio 1822.
Sulla piazza dietro la cattedrale c'era un alto campanile. La sua altezza era di 54 metri. La struttura fungeva da faro per le navi. Al primo piano del campanile c'erano locali commerciali, al secondo piano - alloggi per sacerdoti.
Nella piazza dietro la cattedrale c'erano le gallerie commerciali cinesi: quattro edifici in stile cinese, destinati ai commercianti asiatici. Per lo più vendevano tè.
Per la prima volta per l'impero russo, fu costruito un sistema di fognatura sotterraneo a volta sul territorio della fiera. Due torri rotonde lungo i lati del Palazzo della fiera principale erano entrate in due gallerie sotterranee. Erano lunghi corridoi con muri e volte in pietra e un pavimento di mattoni. Molto più tardi tali gallerie sotterranee sono apparse a Parigi.

Nel 1833 Aleksandr Puškin visitò Nižnij Novgorod e rifletté le sue impressioni sulla fiera nel romanzo "Eugenio Onegin".

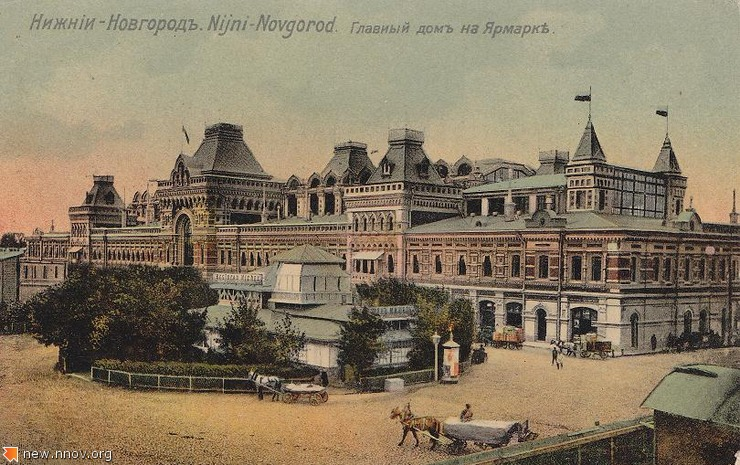
Palazzo principale della fiera, cartolina del XIX secolo

La seconda metà del XIX secolo] fu il periodo di massimo splendore per la fiera. L'apertura della ferrovia Nikolajev nel 1851 triplicò il costo delle merci importate. Poi il costo è aumentato ancora di più, dopo il lancio della ferrovia Mosca-Nižnij Novgorod.
Durante la fiera arrivarono in città notai, banche, uffici commerciali e altri. Ogni anno erano presenti fino a 200.000 persone, mentre a Nižnij Novgorod c'erano meno di 20.000. Il numero di visitatori della fiera ha portato allo sviluppo delle infrastrutture della città: sono stati costruiti hotel, ristoranti, ristoranti e tè e l'industria dei servizi si è sviluppata. Sulla riva destra dell'Oka è stata costruita la via Roždestvenskaja. La navigazione era prospera, fu costruita l'autostrada di Mosca.
Nel 1858 la comunità mercantile decise di costruire una nuova cattedrale, in ricordo della visita della fiera da parte dell'imperatore Alessandro II. Nel 1864 fu pronto il progetto dell'architetto provinciale Robert Kilevain. La costruzione della cattedrale di Aleksandr Nevskij fu iniziata il 18 agosto 1868 e durò 13 anni. La cattedrale fu eretta senza una tradizionale fondazione a pali ed era un edificio monumentale centrico con cinque tende ottagonali (cupole), la tenda centrale era alta 72,5 metri. È stato costruito nello stile dell'eclettismo. Il 20 luglio 1881 fu completata la costruzione e la cattedrale fu solennemente consacrata alla presenza dell'imperatore Alessandro III, sua moglie Maria Feodorovna e il principe Nicola.
Alla fine degli anni 1880, il principale Palazzo della Fiera divenne obsoleto e fu deciso di ricostruirlo completamente. L'anno seguente fu completata la costruzione di un nuovo edificio su progetto degli architetti Karl Treiman, Alexander von Gohenin e Alexei Trambitsky. L'edificio è stato realizzato secondo le forme dell'antica architettura russa del XVII secolo. L'edificio continuò a funzionare come un centro amministrativo: durante la fiera ospitava l'appartamento del governatore e il suo ufficio, un ufficio equo, un comitato e una banca statale. Al primo piano c'era un passaggio.
Nel 1896, vicino alla fiera di Nižnij Novgorod, fu aperta l'esibizione di tutta la Russia, in cui fu lanciata una linea di tram.

### Recessione della fiera
Lo scoppio della prima guerra mondiale ha influito sul benessere economico della fiera. Non è stato chiuso, tuttavia, ogni nuova stagione commerciale ha mostrato un declino crescente. Inoltre, i rifugiati e le unità militari hanno iniziato a essere schierati sul territorio della fiera. Soldati e rifugiati "sistemarono" la loro vita a spese della proprietà negli edifici commerciali.

## Il periodo sovietico

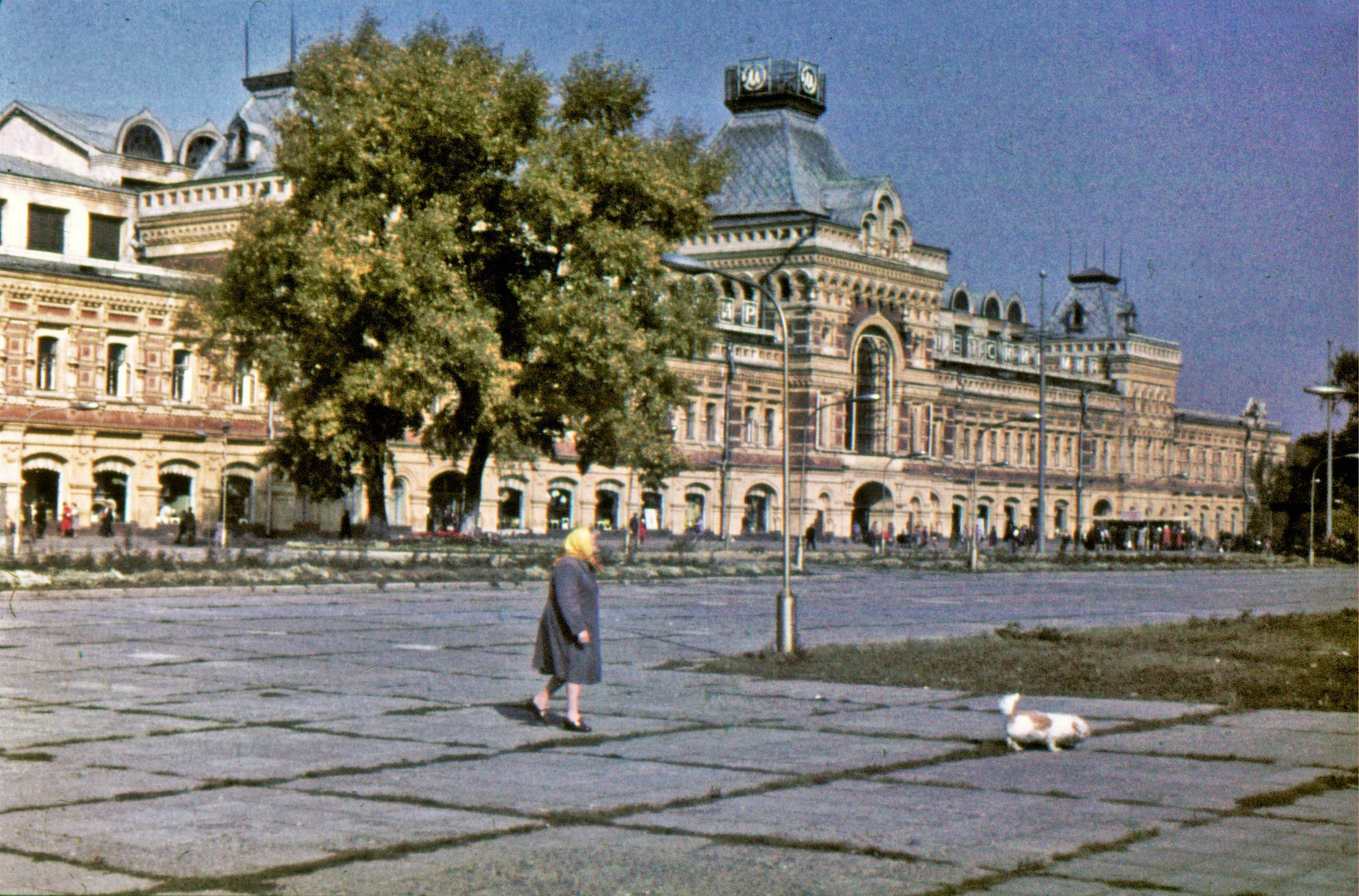
Acquista "Mondo dei bambini" nell'edificio del Palazzo della fiera principale. Foto del 1982

Dopo l'introduzione di una nuova politica economica nella Russia sovietica, la fiera ha iniziato rapidamente a prendere slancio. Il commercio fu condotto dal 1922 al 1929, durante questo periodo il giro d'affari aumentò da 31 a 300 milioni di rubli. La fiera ha acquisito lo status di una mostra interamente sindacale. Nel 1928 parteciparono più di 2.500 imprese. C'erano anche rappresentanti di altri paesi: Persia, Cina, Afghanistan, Turchia, Mongolia e Iraq.
The last time the fair was held in 1929. In the framework of the struggle to destroy the new economic policy, the fair was abolished on February 6, 1930, as a socially hostile phenomenon.
I successivi 40 anni della fiera furono usati come abitazioni. Gli edifici religiosi, ad eccezione delle due cattedrali, furono distrutti. L'area è stata trasformata in "baraccopoli" urbane.
Gli aggiornamenti iniziarono solo negli anni '70, quando fu adottato un piano per spostare il centro città nella città bassa. La ricostruzione globale non ha lasciato quasi nulla dalla costruzione del XIX secolo. È stata conservata solo la via di Aleksandr Nevskij, ribattezzata in via Strelka. Il negozio del "Mondo dei bambini" è stato aperto nel principale Palazzo della Fiera.

## La fiera moderna

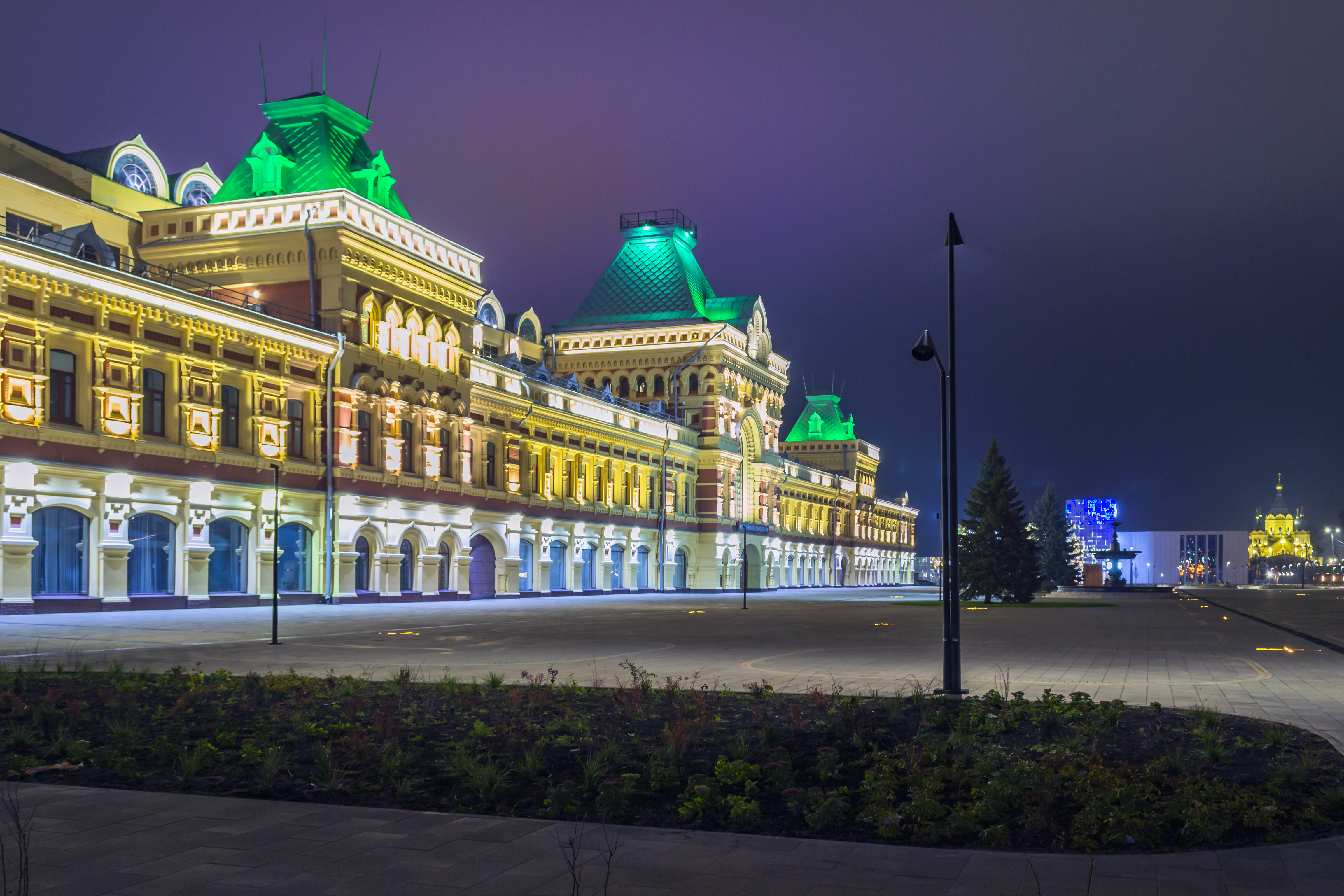
Palazzo della fiera principale di notte

Dopo la dissoluzione dell'Unione Sovietica, la fiera è diventata un moderno complesso espositivo, che ha tutto ciò che è necessario per tenere conferenze, mostre e congressi. C'è una posta doganale sul territorio della fiera. A sua disposizione ci sono sei padiglioni espositivi, cinque sale conferenze, la sala dell'armamento, che ha ospitato gli ospiti di altissimo livello. Questo complesso comprende la banca fiera, l'hotel, i ristoranti, i caffè e il Passaggio.

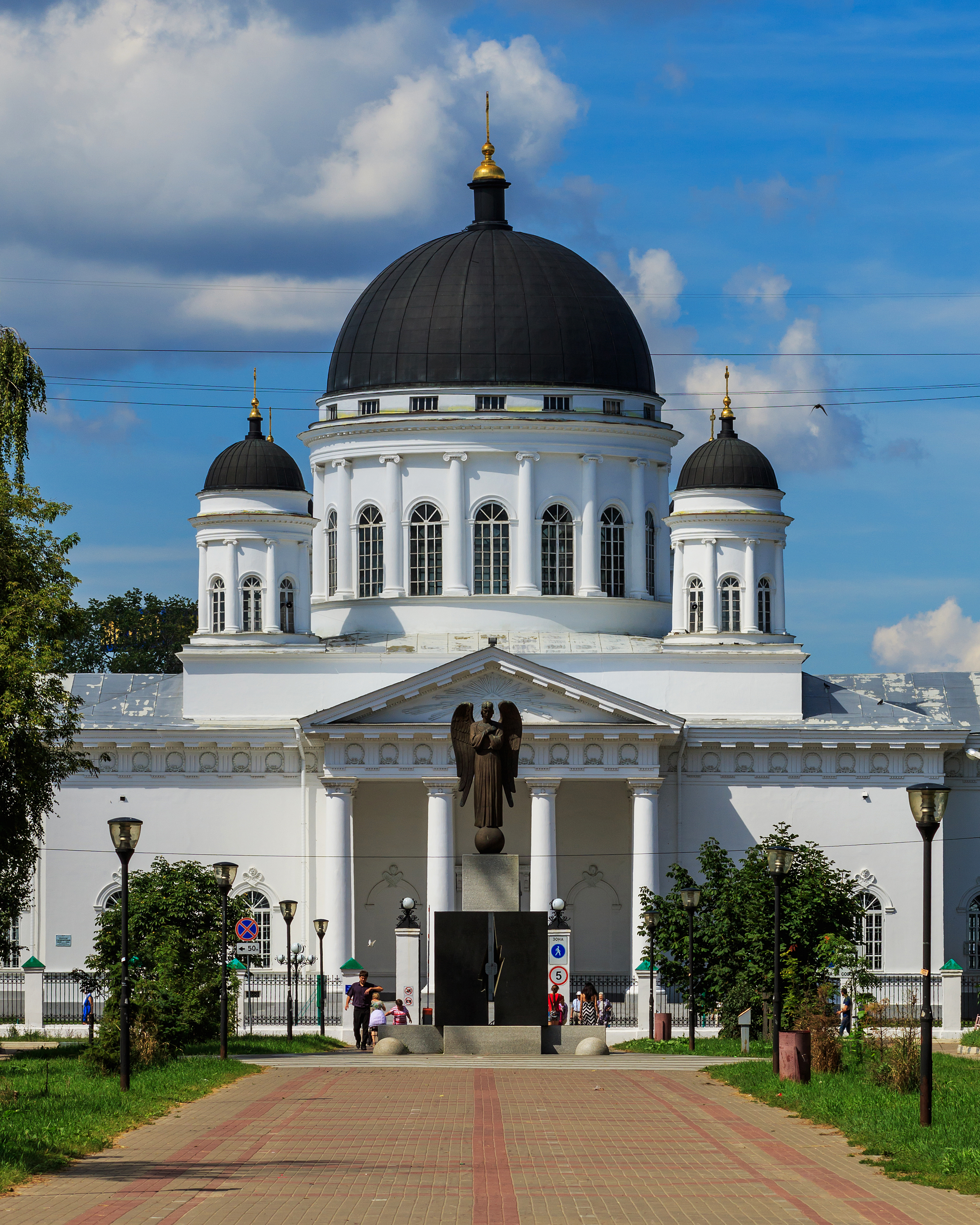
Cattedrale della Trasfigurazione

### Esposizione multimedia
Il 4 novembre 2017 è stata inaugurata una nuova mostra multimediale "Russia è la mia storia" nel principale Palazzo della Fiera. L'accento principale della mostra è la storia di Nizhny Novgorod, a partire dai popoli ugrofinnici. Sul territorio del complesso ci sono sezioni che parlano della fondazione della città, della milizia popolare di Minin e Požarskij, nonché del bombardamento della città durante la seconda guerra mondiale. Il primo giorno di lavoro l'ingresso alla mostra è stato gratuito, a causa del quale una lunga fila in fila davanti al Palazzo della Fiera Principale.